# 日本再生医療学会
一般社団法人日本再生医療学会（にほんさいせいいりょうがっかい、英語：The Japanese Society for Regenerative Medicine）は、再生医療の進歩、発展及び育成を図ると共に人類の健康増進と福祉の向上に寄与することを目的とした学術団体。再生医療という学問分野を標榜する唯一の日本医学会分科会である。
日本国外では幹細胞研究と遺伝子・細胞治療、組織工学といった再生医療関連の専門分野がそれぞれ異なる学術団体を形成していることに対し、日本再生医療学会はこれら全般を対象として扱う学際的な学術団体である。診療科横断的に基礎から臨床までのフェーズで研究開発を行う、産学官の幅広いドメインの会員により組織されている。新規な医療である再生医療の科学技術とともに生命倫理、法規制や社会受容などのELSI（Ethical, Legal and Social Issues）領域にも取り組んでおり、声明・政策提言を定期的に発表している。

## 沿革
- 1992年：細胞療法研究会発足
- 2001年：細胞療法研究会を発展的に解散・日本再生医療学会発足
- 2002年：第1回日本再生医療学会総会開催・日本再生医療学会雑誌（抄録号）創刊
- 2003年：和文誌「再生医療」（通常号）創刊
- 2005年：日本学術会議協力学術研究団体に登録
- 2008年：日本組織工学会と統合
- 2009年：日本歯科再生フォーラムと統合
- 2012年：YOKOHAMA宣言発表・一般社団法人化
- 2014年：World Stem Cell Summit International Leadership Awardを受賞
- 2015年：英文誌「Regenerative Therapy」創刊
- 2018年：日本医学会加盟・内閣府第1回日本オープンイノベーション大賞日本学術会議会長賞を受賞

## 歴代理事長
1. 2001-2006年：辻公美（東海大学名誉教授）
2. 2007-2009年：中内啓光（東京大学医科学研究所）
3. 2010-2014年：岡野光夫（東京女子医科大学先端生命医科学研究所）
4. 2015-2020年：澤芳樹（大阪大学大学院医学系研究科外科学講座心臓血管外科）
5. 2021-          ：岡野栄之（慶應義塾大学医学部生理学教室）

## 役員
- 一般社団法人日本再生医療学会ウェブサイト 役員等ページ参照：https://www.jsrm.jp/whoweare/board/

## 事業
日本再生医療学会が定款に定める事業は次の通り。
1. 学術集会､ 講演会及び研究会などの開催
2. 研究開発及び研究開発支援
3. 機関誌及び図書などの刊行
4. 内外の関連学会などとの連絡及び調整
5. 関係行政機関との連絡及び調整
6. 認定医・認定細胞培養技術者などの認定
7. データベースに関する事業
8. 再生医療等製品の適正な使用の推進
9. 損害保険代理業及び生命保険の募集に関する事業
10. その他この法人の目的を達成するために必要な事業

## 機関誌

### 和文誌
- 再生医療

### 英文誌
- Regenerative Therapy（Impact Factor：3.651）

## 声明・政策提言
日本再生医療学会は定期的に声明・政策提言を発表し、再生医療推進法、医薬品医療機器等法、再生医療等安全性確保法などの再生医療関連の法令や政策に影響を与えている。
代表的な例である「YOKOHAMA宣言」（2012年6月13日）の内容は次の通り。

### YOKOHAMA宣言
日本再生医療学会は、「革新的医療として再生医療を国民に安全に有効に迅速に届ける」ことを理念に「再生医療の進歩、発展及び育成を図ると共に人類の健康増進と福祉の向上に寄与すること」を目的として設立された。再生医療技術はあらゆる領域の基礎から臨床まで多様なバックグラウンドを持つアカデミア研究者・企業開発者によって研究開発がなされ、ついに臨床応用される段階に入ったが、それに伴って多くの障壁の存在も認識されるに至っている。我々は、これからもその設立理念に基づき、再生医療研究ならびにその応用としての治療方法の開発を強力に促進する。同時に、臨床開発における隘路、とくに薬事規制等における開発側からみた課題を検討し、その積極的解決方法を模索し、実行していくことをここに宣言する。

#### 再生医療研究者・開発者から規制当局への要望
再生医療製品は、従来医薬品・医療機器等とは異なる特性を持つことから、今後も科学的妥当性をふまえた適切な規制のありかたを求めていく。
1. 再生医療製品の臨床試験における有効性評価方法の再検討（条件によってはランダム化比較試験にとらわれないデザイン設定の許容）
2. 上市後の臨床評価を重視する方向での早期承認（承認審査段階で安全性が担保されれば「条件付き承認」もありとする）
3. 製品に利用される細胞の多様性への配慮（出荷規格の設定は必然性の高い項目に絞り、意義に乏しい網羅的一律的な項目設定を避け、性能上許容できる比較的広い規格を認め、過度の規格値の設定は求めない）

#### 日本再生医療学会としての取り組み
本学会では、2011年学会声明文に基づき、すでに以下の事項について取り組みを行った。
1. 審査側と学会の情報交換会の開催（審査側への最新知識の提供）
2. 審査への協力を目的とした専門分野ごとのプール委員確保のための調査を実施

今後、再生医療の実現のため、以下の具体的事項に取り組む。
1. 再生医療製品承認審査のためのガイドライン作成・提言
2. 再生医療製品の対象疾患に関するデータベース構築
3. 臨床研究・治験用試験物製造・調製にふさわしい細胞調製施設ならびに細胞調製認定技術者の認定制度と、技術者教育システムの構築

## 認定制度
- 再生医療認定医
- 細胞培養加工施設管理士
- 上級臨床培養士制度
- 臨床培養士制度

## National Regenerative Medicine Database（NRMD）
日本再生医療学会は、医薬品医療機器総合機構（PMDA）・日本医学会と共同で、全国規模の再生医療等の臨床研究・再生医療等製品の市販後調査データベースであるNational Regenerative Medicine Database（NRMD）の開発・運用を行っており、厚生労働省はPMDA構築の公的プラットフォームとして、再生医療等製品の市販後調査および再生医療等の臨床研究におけるNRMDへの参加を求めている。

## 受賞歴

### World Stem Cell Summit International Leadership Award（2014年）
日本再生医療学会は、再生医療に関する研究、臨床試験及び臨床応用に関する日本国政府への規制緩和のキャンペーンを実施しています。その結果、再生医療推進法、医薬品医療機器等法、再生医療等安全性確保法などの新たな法律が2013年に承認されました。 日本では、2014年秋にヒトに対するiPS細胞を用いた最初の臨床試験が開始される予定です。日本再生医療学会は、日本が幹細胞科学の最前線にいるということの理由の一定部分を占めています。"（Genetic Policy Institute）

### 内閣府第1回日本オープンイノベーション大賞日本学術会議会長賞（2018年）
日本医療研究開発機構の事業を皮切りに、組織の垣根を超えた知識と経験の国家規模の共有知化を実施。組織間の競合などの利害関係を排し、再生医療を加速させる協働モデルを構築。全国規模のコンサルテーションや知財管理、専門人材育成など幅広い活動を先導している。再生医療の研究と実装化を加速するために学会が核となり国家規模のプラットフォームを形成。AMEDの国費投入型事業であるが、データベース構築での収益を確保するなど、異例の成功モデルを成し得た好事例。（内閣府）

## 連携機関

### 国際学術団体
- International Society for Cell and Gene Therapy（ISCT）：包括的連携協定締結（2019年）
- International Society for Stem Cell Research（ISSCR）：International Symposium共催（2021年）
- Tissue Engineering and Regenerative Medicine International Society（TERMIS）：World Congress共催（2018年）

### 海外学術団体
- Chinese Society for Stem Cell Research（CSSCR）：包括的連携協定締結（2019年）
- Korean Society for Stem Cell Research（KSSCR）：包括的連携協定締結（2018年）
- Stem Cell Society, Singapore（SCSS）：包括的連携協定締結（2020年）

### 国内学術団体
- 日本医学会：分科会として加盟（2018年）
- 日本遺伝子・細胞治療学会（JSGCT）：包括的連携協定締結（2020年）

### 再生医療関連の省庁・産業化支援機関・業界団体
- Cell and Gene Therapy Catapult（イギリス）：包括的連携協定締結（2018年）
- Centre for Commercialization of Regenerative Medicine（CCRM）（カナダ）：包括的連携協定締結（2018年）
- Fraunhofer Institute for Cell Therapy and Immunology（ドイツ）：包括的連携協定締結（2018年）
- 再生医療イノベーションフォーラム（FIRM）（日本）：包括的連携協定締結（2019年）
- 未来医療推進機構（日本）：包括的連携協定締結（2020年）
- Agency for Science, Technology and Research（A*STAR）（シンガポール）：包括的連携協定（2021年）

### 地方自治体
- 大阪府：未来医療国際拠点への協力連携に関する合意（2017年）
- 大阪市：未来医療国際拠点への協力連携に関する合意（2017年）

## 競争的研究費による研究開発事業

### 文部科学省
- 2014-2018年度：リスクコミュニケーションのモデル形成事業「社会と歩む再生医療のためのリテラシー構築事業」

### 日本医療研究開発機構
- 2015-2015年度：再生医療実用化研究事業「オールジャパンでの一元管理を目指す再生医療等に特化したデータシステムの構築に関する研究」
- 2016-2018年度：再生医療臨床研究促進基盤整備事業「再生医療等臨床研究を支援する再生医療ナショナルコンソーシアムの実現」
- 2019-2020年度：再生医療臨床研究促進基盤整備事業「再生医療等臨床研究を支援する再生医療ナショナルコンソーシアムの実現」
- 2021-2023年度：再生医療実用化基盤整備促進事業「再生医療等安全性確保法に従い実施される再生医療等臨床研究および再生医療等製品等の開発を目指す医師主導治験等を支援する再生医療ナショナルコンソーシアムの実現」

### 日本学術振興会
- 2015-2019年度：研究成果公開促進費（国際情報発信強化）「再生医療にかかる基盤研究、臨床研究・治験及び人文社会科学（倫理・法令・経済）等の情報の国際発信強化」